# Electropulido

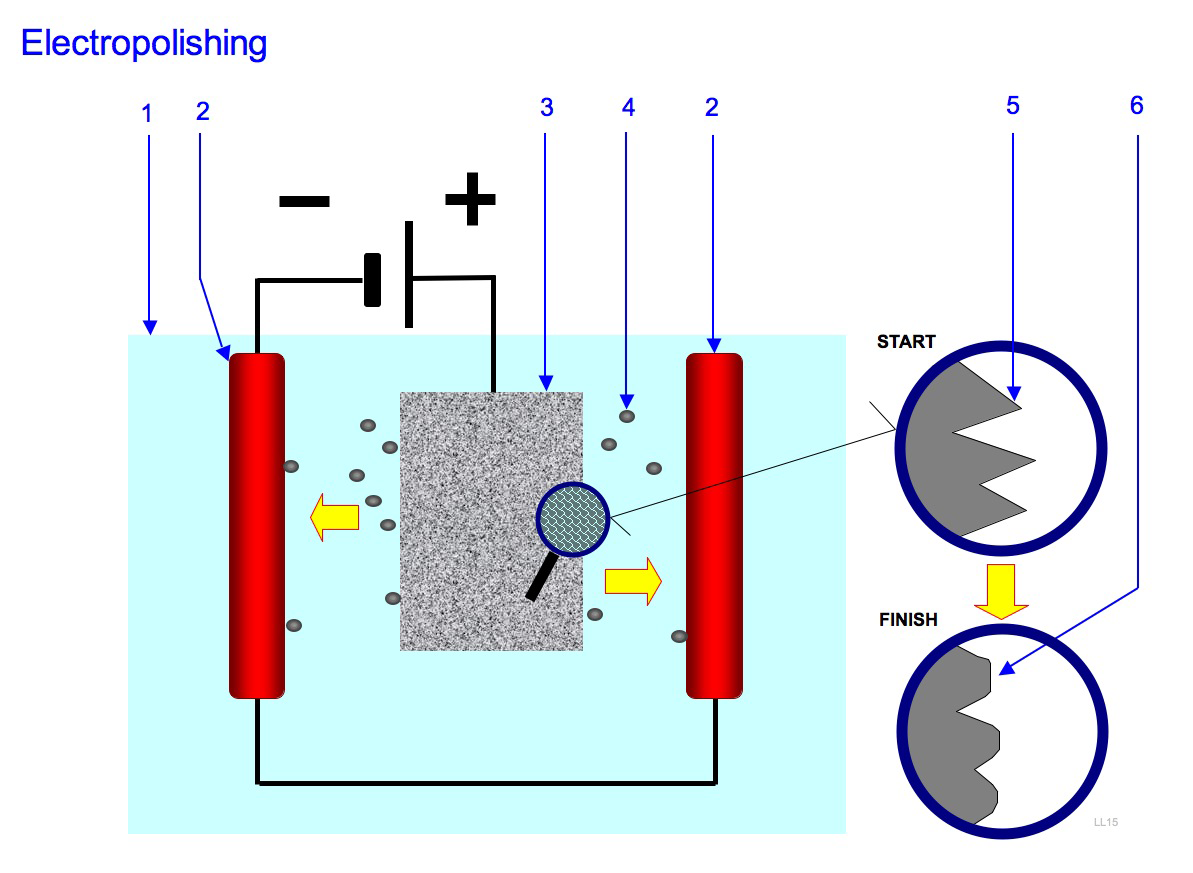
Principio de electropulido. 1 Electrolito. 2 Cátodo. 3 Pieza de trabajo. 4 Partículas pasando de la pieza de trabajo al cátodo. 5 Superficie antes de pulir. 6 Superficie después del pulido.

El electropulido es un proceso de fabricación aplicado a las superficies de un objeto conductor de electricidad, como lo es el acero.
El tiempo y voltaje aplicado para contactar la pieza, debe ser regulado, pues dependiendo de la composición química, maleabilidad, y en sí las características de la pieza, la corriente viaja y la encubre causando que la capa superficial adquiera aún más constante acabado por las partículas removidas, por lo que se puede decir que la pieza metálica se somete a un "pulido por electricidad". Por esto, los filos y también el trabajo detallado puede perder sus cualidades ya que se achatarán las orillas, si es que se deja la pieza trabajada bajo el proceso por más del tiempo y voltaje debido. No todos los materiales pueden ser electropulidos.
Otra consideración, es la de someter al proceso piezas con hoyos profundos, pues las secciones más cercanas a las superficies exteriores o expuestas, dígase las orillas circunferenciales del cilindro, tenderán a agrandarse en desproporción del resto del orificio.
El electropulido suele ser un proceso aplicado generalmente en las etapas finales de la manufactura.